# 鸭跖草科
鸭跖草科都是草本植物，主要分布在全世界的热带地区，也有少数分布在温带和亚热带地区，中国有13属约50种，分布在全国各地，主要在广东和云南。
本科植物茎细长，有节；叶互生，有明显的叶鞘；花两性，花萼和花被分离，开花时间很短，仅延续一天；果实为蒴果，种子有棱。本科多种植物被培植作为观叶观赏植物品种。

## 属
共有40属652种，划分为两个亚科（截止到2005年8月）：
- 鸭跖草亚科 Commelinoideae：38属640种
  - Aetheolirion（英语：Aetheolirion）
  - 穿鞘花属 Amischotolpe
  - 竹叶菜属 Aneilema：65 种
  - Anthericopsis（英语：Anthericopsis）
  - 假紫万年青属 Belosynapsis
  - Buforrestia（英语：Buforrestia）
  - 锦竹草属 Callisia
  - Cochliostema（英语：Cochliostema）
  - Coleotrype（英语：Coleotrype）
  - 鸭跖草属 Commelina：170种
  - 蓝耳草属 Cyanotis： 50种
    - 银毛冠 Cyanotis somalensis，生长在东非

  - 鸳鸯草属 Dichorisandra
  - 网籽草属 Dictyospermum
  - Elasis（英语：Elasis）
  - 聚花草属 Floscopa
  - 银波草属 Geogenanthus
  - 新娘草属 Gibasis
  - Gibasoides（英语：Gibasoides）
  - Matudanthus（英语：Matudanthus）
  - 水竹叶属 Murdannia：50种
  - Palisota（英语：Palisota）
  - Plowmanianthus（英语：Plowmanianthus）
  - 杜若属 Pollia
  - Polyspatha（英语：Polyspatha）
  - Pseudoparis（英语：Pseudoparis）
  - 钩毛子草属 Rhopalephora
  - Sauvallea
  - 绒毡草属 Siderasis
  - 竹叶吉祥草属 Spatholirion
  - Stanfieldiella（英语：Stanfieldiella）
  - 竹叶子属 Streptolirion
  - Thyrsanthemum（英语：Thyrsanthemum）
  - Tinantia（英语：Tinantia）
  - 紫露草属 Tradescantia：70种，包括以前划分在Campelia属、 Cymbispatha属、Mandonia属、Neomandonia属、Neotreleasea属、紫万年青属（Rhoeo）、Separotheca属、紫竹梅属（Setcreasea）、Treleasea属和吊竹梅属（Zebrina）中的各种。
  - 三瓣果属 Tricarpelema
  - 怡心草属 Tripogandra
  - Weldenia（英语：Weldenia）
- Cartonematoideae亚科：2属12种
  - Cartonema（英语：Cartonema）
  - Triceratella（英语：Triceratella）生长在津巴布韦